# N75 (België)
De N75 is een gewestweg in Limburg, hij verbindt Hasselt met Dilsen.

## Traject

### Hasselt - Genk
De N75 begint in Hasselt bij de N74 en het Albertkanaal. Tot bij de brug onder spoorlijn 21C in Genk kent de N75 veel lintbebouwing (woningen en veel handelszaken), met uitzondering van een stukje weg in de buurt van Bokrijk. In 2010 kreeg dit gedeelte rotondes en parallelwegen. De N75 is tussen Hasselt en Genk niet (meer) zo geschikt voor doorgaand verkeer, de bedoeling is dan ook dat dat via de zuidelijker gelegen N702 verloopt. Tot aan de spoorwegbrug in Genk heeft de weg twee rijstroken. Tussen de spoorwegbrug en het officiële begin van de Genkse bebouwde kom, kent de weg vier rijstroken met een middenberm tussen de twee rijrichtingen.
Oorspronkelijk was de N75 tussen Hasselt en Genk gepland via de huidige N702, de Tuikabelbrug van Godsheide en de noordrand van het natuurgebied De Maten. Tussen Hasselt en de tuikabelbrug van Godsheide zou de weg een aansluiting hebben op de autosnelweg A24. Aan het einde van de jaren 70 werd beslist om beide wegen niet aan te leggen.

### Doortocht Genk-Centrum
Voorheen had de N75 ook in het centrum van Genk vier rijstroken (zonder middenberm), met parallelwegen. Ondanks verschillende verkeerslichten was het verkeer er bijwijlen chaotisch, waardoor de bijnaam Place Misère ontstond. Na de herinrichting werden o.a. de verkeerslichten vervangen door rotondes. Ook werd de rijweg voor doorgaand verkeer teruggebracht tot twee rijstroken, de parallelwegen bleven bestaan. De gespaarde ruimte werd aangewend voor busbanen (centrum) en voor parkeerplaatsen van het Molenvijverpark (tot aan de rotonde met de N750). Deze versmalling moest de route minder aantrekkelijk maken voor doorgaand verkeer, teneinde de leefbaarheid in Genk te verbeteren. Desondanks was de doorstroming nog niet wat het moest zijn; de rotondes waren tweebaans, wat nogal chaotisch is. Anno 2023 is dit verbeterd doordat de rotondes 1 rijstrook breed werden door de verbreding van het fietspad, wat de doorstroming aanzienlijk verbeterd heeft.

### Kruispunt met N750 - industriezone Lanklaar
Vanaf de rotonde met de N750 is de N75 weer een weg voor het doorgaande verkeer. Hier loopt de weg door een bosrijk gebied - langs de rand van Nationaal Park Hoge Kempen - met weinig bebouwing. Tot aan het industrieterrein in Lanklaar kent de weg vier rijstroken met een middenberm. Desondanks werd de maximumsnelheid in 2007 er teruggebracht van 120 naar 90 km (voor vrachtwagens 70 km in de buurt van de verkeerslichten). Om deze snelheid te doen respecteren staan er enkele flitspalen en worden er geregeld controles uitgevoerd door de politie. Bovendien is er op een deel van het traject een trajectcontrole geïnstalleerd. De kruispunten met de toegangswegen van de Lanklaarse wijken Groot-Homo en Nieuw-Homo werden in 2008 heringericht en voorzien van verkeerslichten. Iets voorbij voornoemde woonwijken daalt de weg af van het Kempens Plateau naar het Maasland. Beneden aan die helling ligt de industriezone van Lanklaar.

### Industriezone Lanklaar - Dilsen, kruispunt met N78
Iets voor het kruispunt met de Pannenhuisstraat is de N75 door middel van markeringen versmald tot twee rijstroken. De reden hiervoor is dat er een aantal onoverzichtelijke kruispunten volgen, bovendien ontbreken de middenbermen vanaf daar. Om sluipverkeer te vermijden en voor de verkeersveiligheid is de aansluiting van een aantal zijwegen op de N75 afgesloten. Vanaf de Zuid-Willemsvaart is de N75 ook recent heringericht. Hier valt er afwisselend in beide rijrichtingen een rijstrook weg. Op het kruispunt met de N78 in Dilsen zijn in 2008 de verkeerslichten vervangen door een turborotonde.

## Geschiedenis
Tot de hernummering van de N-wegen in de jaren 80 maakte de N75 (met uitzondering van het traject tussen de N763 in As en de N723 in Genk-Centrum) deel uit van de N22.

## Aftakkingen

### N75a
De N75a is een verbindingsweg in Genk. De route verbindt de N75 met de N76f, N76g en N77 om daarna weer terug te komen op de N75. De N75a gaat over de Jaarbeurslaan, Gildelaan, Grotestraat, Berglaan en Stationsstraat en heeft een lengte van ongeveer 1,9 kilometer. Een deel van de Stationsstraat is ingericht als winkelstraat en daardoor verboden gebied voor auto's.